# Coppa del Re 2003 (hockey su pista)
La Coppa del Re 2003 è stata la 60ª edizione della principale coppa nazionale spagnola di hockey su pista. La competizione ha avuto luogo con la formula della final eight dal 13 al 16 marzo 2003 presso il Pavelló de les Casernes di Vilanova i la Geltrú. 
Il trofeo è stato conquistato dal Barcellona per la quindicesima volta nella sua storia superando in finale il Vic.

## Squadre partecipanti
Le squadre qualificate sono le prime otto classificate al termine del girone di andata dell'OK Liga 2002-2003.
| Club            | Qualificazione                             |
| --------------- | ------------------------------------------ |
| Barcellona      | 1º posto nel girone di andata dell'Ok Liga |
| Vic             | 2º posto nel girone di andata dell'Ok Liga |
| Vilanova        | 3º posto nel girone di andata dell'Ok Liga |
| Igualada        | 4º posto nel girone di andata dell'Ok Liga |
| Voltregà        | 5º posto nel girone di andata dell'Ok Liga |
| Liceo La Coruña | 6º posto nel girone di andata dell'Ok Liga |
| Blanes          | 7º posto nel girone di andata dell'Ok Liga |
| Lleida          | 8º posto nel girone di andata dell'Ok Liga |

## Risultati

### Quarti di finale
| Squadra 1     | Risultato | Squadra 2       |
| ------------- | --------- | --------------- |
| 13 marzo 2003 |           |                 |
| Barcellona    | 3 - 2     | Lleida          |
| Igualada      | 6 - 3     | Voltregà        |
| 14 marzo 2003 |           |                 |
| Vic           | 3 - 1     | Blanes          |
| Vilanova      | 4 - 3     | Liceo La Coruña |

### Semifinali
| Squadra 1     | Risultato | Squadra 2 |
| ------------- | --------- | --------- |
| 15 marzo 2003 |           |           |
| Barcellona    | 4 - 3     | Igualada  |
| Vic           | 3 - 1     | Vilanova  |

### Finale
| Vilanova i la Geltrú 16 marzo 2003 | Barcellona | 2 – 0 | Vic | Pavelló de les Casernes |